# Liste der Regierungschefs der Pitcairninseln

Wappen der Pitcairninseln

Die Position des Regierungschefs, in jüngeren Jahren als Bürgermeister (englisch Mayor) bezeichnet, ist das höchste lokale politische Amt auf den Pitcairninseln.

## Liste
| Nr. | Name                             | Lebensdaten   | Amtszeit                            | Titel           |
| --- | -------------------------------- | ------------- | ----------------------------------- | --------------- |
| 1   | Fletcher Christian               | 1764–1793     | 23. Januar 1790 – 3. Oktober 1793   | Anführer        |
| 2   | Edward Young                     | 1762–1800     | 3. Oktober 1793 – 25. Dezember 1800 | Anführer        |
| 3   | John Adams                       | 1767–1829     | 25. Dezember 1800 – 5. März 1829    | Anführer        |
| 4   | Joshua Hill                      | 1773–ca. 1844 | Oktober 1832 – 1838                 | Präsident       |
| 5   | Edward Quintal                   | 1800–1841     | 1838 – 1839                         | Magistrat       |
| 6   | Arthur Quintal I.                | 1795–1872     | 1840 – 1841                         | Magistrat       |
| 7   | Fletcher Christian II.           | 1812–1852     | 1842                                | Magistrat       |
| 8   | Matthew McCoy                    | 1819–1853     | 1843                                | Magistrat       |
| 9   | Thursday October Christian II    | 1820–1911     | 1844                                | Magistrat       |
| 10  | Arthur Quintal II.               | 1816–1902     | 1845 – 1846                         | Magistrat       |
| 11  | Charles Christian II.            | 1818–1886     | 1847                                | Magistrat       |
| 12  | George Adams                     | 1804–1873     | 1848                                | Magistrat       |
| 13  | Simon Young                      | 1823–1893     | 1849                                | Magistrat       |
| 14  | Arthur Quintal II.               | 1816–1902     | 1850                                | Magistrat       |
| 15  | Thursday October Christian II    | 1820–1911     | 1851                                | Magistrat       |
| 16  | Abraham Blatchly Quintal         |               | 1852                                | Magistrat       |
| 17  | Matthew McCoy                    | 1819–1853     | 1853                                | Magistrat       |
| 18  | Arthur Quintal II.               | 1816–1902     | 1854                                | Magistrat       |
| 19  | George Martin Frederick Young    |               | 1855 – 3. Mai 1856                  | Magistrat       |
| 20  | Thursday October Christian II.   | 1820–1911     | 1864                                | Magistrat       |
| 21  | Moses Young                      | 1829–1909     | 1865 – 1866                         | Magistrat       |
| 22  | Thursday October Christian II.   | 1820–1911     | 1867                                | Magistrat       |
| 23  | Robert Pitcairn Buffett          |               | 1868                                | Magistrat       |
| 24  | Moses Young                      | 1829–1909     | 1869                                | Magistrat       |
| 25  | James Russell McCoy              | 1845–1924     | 1870 – 1872                         | Magistrat       |
| 26  | Thursday October Christian II.   | 1820–1911     | 1873 – 1874                         | Magistrat       |
| 27  | Moses Young                      | 1829–1909     | 1875                                | Magistrat       |
| 28  | Thursday October Christian II.   | 1820–1911     | 1876 – 1877                         | Magistrat       |
| 29  | James Russell McCoy              | 1845–1924     | 1878 – 1879                         | Magistrat       |
| 30  | Thursday October Christian II.   | 1820–1911     | 1880                                | Magistrat       |
| 31  | Moses Young                      | 1829–1909     | 1881                                | Magistrat       |
| 32  | Thursday October Christian II.   | 1820–1911     | 1882                                | Magistrat       |
| 33  | James Russell McCoy              | 1845–1924     | 1883                                | Magistrat       |
| 34  | Benjamin Stanley Young           | 1851–1934     | 1884 – 1885                         | Magistrat       |
| 35  | James Russell McCoy              | 1845–1924     | 1886 – 1889                         | Magistrat       |
| 36  | Charles Carleton Vieder Young    |               | 1890 – 1891                         | Magistrat       |
| 37  | Benjamin Stanley Young           | 1851–1834     | 1892                                | Magistrat       |
| 38  | James Russell McCoy              | 1845–1924     | 1893 – 1896                         | Ratspräsident   |
| 39  | William Alfred Young             | 1863–1911     | 1897                                | Ratspräsident   |
| 40  | James Russell McCoy              | 1845–1924     | 1897 – 1903                         | Ratspräsident   |
| 41  | William Alfred Young             | 1863–1911     | 1904                                | Ratspräsident   |
| 42  | James Russell McCoy              | 1845–1924     | 1905 – 1906                         | Magistrat       |
| 43  | Arthur Herbert Young             | 1873–1943     | 1907                                | Magistrat       |
| 44  | William Alfred Young             | 1863–1911     | 1908                                | Magistrat       |
| 45  | Matthew Edmond McCoy             | 1868–1929     | 1909                                | Magistrat       |
| 46  | Gerard Bromley Robert Christian  | 1870–1919     | 1910 – 1919                         | Magistrat       |
| 47  | Charles Richard Parkin Christian | 1883–1971     | 1920                                | Magistrat       |
| 48  | Frederick Martin Christian       | 1883–1971     | 1921                                | Magistrat       |
| 49  | Charles Richard Parkin Christian | 1883–1971     | 1922                                | Magistrat       |
| 50  | Edgar Allen Christian            | 1879–1960     | 1923 – 1924                         | Magistrat       |
| 51  | Charles Richard Parkin Christian | 1883–1971     | 1925                                | Magistrat       |
| 52  | Richard Edgar Christian          | 1882–1940     | 1926 – 1929                         | Magistrat       |
| 53  | Arthur Herbert Young             | 1873–1943     | 1930 – 1931                         | Magistrat       |
| 54  | Edgar Allen Christian            | 1879–1960     | 1932                                | Magistrat       |
| 55  | Charles Richard Parkin Christian | 1883–1971     | 1933 – 1934                         | Magistrat       |
| 56  | Richard Edgar Christian          | 1882–1940     | 1935 – 1938                         | Magistrat       |
| 57  | Arthur Herbert Young             | 1873–1943     | 1939                                | Magistrat       |
| 58  | Richard Edgar Christian          | 1882–1940     | 1940                                | Magistrat       |
| 59  | Andrew Clarence David Young      |               | 1940                                | Magistrat       |
| 60  | Arthur Herbert Young             | 1873–1943     | 1941                                | Magistrat       |
| 61  | Frederick Martin Christian       | 1883–1971     | 1942 – 1943                         | Magistrat       |
| 62  | Charles Richard Parkin Christian | 1883–1971     | 1944 – 1945                         | Magistrat       |
| 63  | Norris Henry Young               | 1887–1974     | 1945 – 1948                         | Magistrat       |
| 64  | Charles Richard Parkin Christian | 1883–1971     | 1949                                | Magistrat       |
| 65  | Warren Clive Christian           | 1914–2003     | 1950 – 1951                         | Magistrat       |
| 66  | John Lorenzo Christian           | 1895–1984     | 1952 – 1954                         | Magistrat       |
| 67  | Charles Richard Parkin Christian | 1883–1971     | 1955 – 1957                         | Magistrat       |
| 68  | Warren Clive Christian           | 1914–2003     | 1958 – 1959                         | Magistrat       |
| 69  | John Lorenzo Christian           | 1895–1984     | 1959 – 1966                         | Magistrat       |
| 70  | Pervis Ferris Young              | 1928–2003     | 1967 – Dezember 1975                | Magistrat       |
| 71  | Ivan Christian                   | 1919–1991     | Dezember 1975 – Dezember 1984       | Magistrat       |
| 72  | Brian Young                      | * 1954        | Dezember 1984 – 1. Januar 1991      | Magistrat       |
| 73  | Jay Warren                       | * 1956        | 1. Januar 1991 – 7. Dezember 1999   | Magistrat       |
| 74  | Steve Christian                  | * 1951        | 7. Dezember 1999 – 8. November 2004 | Bürgermeister   |
| 75  | Jay Warren                       | * 1956        | 1. Januar 2005 – 31. Dezember 2007  | Bürgermeister   |
| 76  | Mike Warren                      | * 1964        | 1. Januar 2008 – 31. Dezember 2013  | Bürgermeister   |
| 77  | Shawn Christian                  | * 1975        | 31. Januar 2014 – 31. Dezember 2019 | Bürgermeister   |
| 78  | Charlene Warren-Peu              | * 1979        | 1. Januar 2020 – 31. Dezember 2022  | Bürgermeisterin |
| 79  | Simon Young                      |               | seit dem 1. Januar 2023             | Bürgermeister   |